# Altair (torpilleur)
Pour les articles homonymes, voir Altair.
Le Altair (fanion « AT ») était un torpilleur italien de la classe Spica - type Perseo lancé en 1936 pour la Marine royale italienne (en italien : Regia Marina). 

## Conception et description
Les torpilleurs de la classe Spica devaient répondre au traité naval de Londres qui ne  limitait pas le nombre de navires dont le déplacement standard était inférieur à 600 tonnes. Hormis les 2 prototypes, 3 autres types ont été construits : Alcione, Climene et Perseo. Ils avaient une longueur totale de 81,42 à 83,5 mètres, une largeur de 7,92 à 8,20 mètres et un tirant d'eau de 2,55 à 3,09 mètres. Ils déplaçaient 652 à 808 tonnes à charge normale, et 975 à 1 200 tonnes à pleine charge. Leur effectif était de 6 à 9 officiers et de 110 sous-officiers et marins
Les Spica étaient propulsés par deux turbines à vapeur à engrenages Parsons , chacune entraînant un arbre d'hélice et utilisant la vapeur fournie par deux chaudières Yarrow. La puissance nominale des turbines était de 19 000 chevaux-vapeur (14 000 kW) pour une vitesse de 33 nœuds (61 km/h) en service, bien que les navires aient atteint des vitesses supérieures à 34 nœuds (62,97 km/h) lors de leurs essais en mer alors qu'ils étaient légèrement chargés. Ils avaient une autonomie de 1 910 milles nautiques (3 540 km) à une vitesse de 15 nœuds (27,7 km/h)
Leur batterie principale était composée de 3 canons 100/47 OTO Model 1937. La défense antiaérienne (AA) des navires de la classe Spica était assurée par 4 mitrailleuses jumelées Breda Model 1931 de 13,2 millimètres. Ils étaient équipés de 2 tubes lance-torpilles de 450 millimètres (21 pouces) dans deux supports jumelés au milieu du navire.  Les Spica étaient également équipés de  2 lanceurs de charges de profondeur et d'un équipement pour le transport et la pose de 20 mines.

## Construction et mise en service

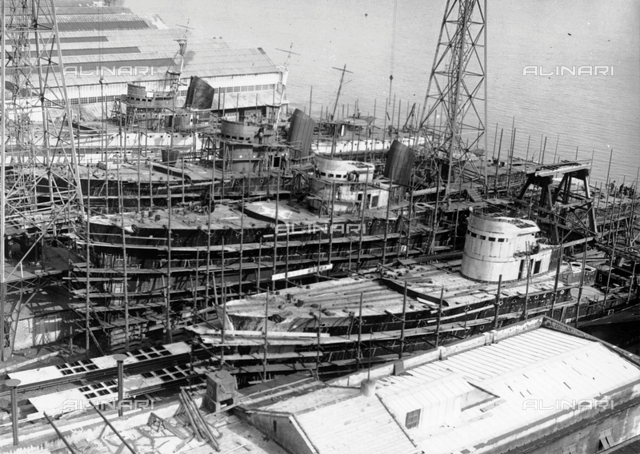
Le Altair et ses navires-jumeaux Aldebaran, Antares et Andromeda en construction en 1936

Le Altair est construit par le chantier naval Cantiere navale di Sestri Ponente à Sestri Ponente en Italie, et mis sur cale le 2 octobre 1935. Il est lancé le 26 juillet 1936 et est achevé et mis en service le 23 décembre 1936. Il est commissionné le même jour dans la Regia Marina.

## Histoire de service
En 1937, peu après son entrée en service, le torpilleur Altair est engagée dans un entraînement dans les eaux de la mer Tyrrhénienne, puis est placée sous le commandement du Commandement italien des îles de la mer Égée, où il reste jusqu'à l'été de l'année suivante, étant employée dans les eaux de la mer Égée et du Dodécanèse.
Le 5 mai 1938, le torpilleur participe à la revue navale "H" dans le golfe de Naples.
Plus tard, le Altair, qui devient le chef d'escadron du XIIe escadron de torpilleurs, est déployé à La Maddalena. Affecté ensuite à la Division des écoles de commandement, il est basé à Augusta et participe à de nombreux cycles d'entraînement jusqu'en juin 1940.
Deux jours avant l'entrée de l'Italie dans la Seconde Guerre mondiale, le 8 juin 1940, le Altair, sous le commandement du capitaine de frégate (capitano di fregata) Adone del Cima, quitte Trapani et escorte le mouilleur de mines Scilla (anciennement un ferry des Ferrovie dello Stato) en mission de déminage dans le canal de Sicile.
Au début du conflit, le torpilleur agit encore en tant que chef d'escadron du XIIe escadron des torpilleurs, qu'il forme avec ses navires-jumeaux (sister ships) Andromeda, Antares et Aldebaran. Il est employé à des tâches de pose de mines, de surveillance et de lutte anti-sous-marine.
Le 14 juin 1940, le Altair et les trois unités de section quittent Trapani et sont envoyés à La Spezia, à la suite du bombardement de certaines villes liguriennes par une escadre navale française (Opération Vado).
Dans la nuit du 5 au 6 septembre 1940, le Altair posé un barrage de 56 mines avec ses navires-jumeaux Alcione, Aretusa et Ariel.
Entre le 31 octobre et le 1er novembre, le Altair, le Andromeda, le Antares et le Aldebaran sont censés soutenir les "Forces navales spéciales" dans des opérations de débarquement sur Corfou, mais ce débarquement est annulé peu après le départ des navires de la base. Les troupes embarquées sur les péniches de débarquement (deux vieux croiseurs, autant de vieux destroyers, onze vieux torpilleurs, quatre croiseurs auxiliaires, trois navires de débarquement et quatre vedettes-torpilleurs MAS) (Motoscafo Armato Silurante) sont  transportées par ceux-ci à Vlora.
De novembre 1940 à mai 1941, le torpilleur effectue des missions d'escorte de convois se dirigeant de Brindisi vers l'Albanie, puis vers la Grèce.
Le 6 décembre, le Altair et son navire-jumeau Andromeda, après le torpillage par le sous-marin britannique HMS Triton (N15) du vapeur Olimpia à la position géographique de 41° 06′ N, 18° 39′ E, poursuivent l'unité sous-marine ennemie. À la suite de cette action, le HMS Triton aurait peut-être coulé (le sous-marin, cependant, aurait également pu sortir indemne de la poursuite et ensuite sauter sur des mines ou couler dans d'autres actions anti-sous-marines),.
Le 6 janvier 1941, le navire, ainsi que les navires-jumeaux Partenope, Pallade et Andromeda et les destroyers Alfieri, Carducci, Fulmine et Gioberti, bombardent les positions grecques à Porto Palermo (Albanie).
Le 4 mars, le 'Altair effectue une autre action de bombardement d'installations militaires ennemies sur la côte de la Grèce.
Le 20 mars 1941, le torpilleur et le vapeur qu'il escorte au large de Vlora, l'allemand Brummer, sont probablement attaqués, sans résultat, par le sous-marin grec RHS Triton (Y 5) (à ne pas confondre avec le sous-marin britannique du même nom qui a coulé quelques mois plus tôt).
Le 4 mai de la même année, le Altair, le Antares et le Arethusa, ainsi que le croiseur auxiliaire Barletta, quittent Brindisi et escortent le convoi qui débarque le corps expéditionnaire italien à Argostoli (Céphalonie).
Le navire participe également aux opérations d'occupation de la Crète (Opération Merkur).
Le 3 juillet, le torpilleur effectue une lourde poursuite contre le sous-marin qui a torpillé le vapeur Laura C. (le navire, en route de Tarente-Naples, à 11h45 est touché par deux torpilles lancées par le sous-marin britannique HMS Upholder (P37) puis s'échoue, mais coulé après quelques heures), mais sans aucun résultat,.
Dans l'après-midi du 19 octobre 1941, le Altair, sous le commandement du capitaine de frégate (capitano di fregata) Paolo Cardinali, appareille du Pirée et escorte, avec les torpilleurs Lupo et Monzambano et le Barletta, un convoi de quatre navires marchands (Città di Agrigento, Città di Marsala, Salzburg, Tagliamento) à destination de Candia. Dans la soirée du même jour, à 19h30, le navire heurte une mine dans le golfe Saronique, qui fait partie d'un champ de mines (50 engins) posé onze jours auparavant par le sous-marin britannique HMS Rorqual (N74). L'explosion tue et blesse une vingtaine d'hommes et enlève proprement toute la proue du navire, qui s'arrête avec un violent incendie à bord,,. Pendant que le reste du convoi poursuit sa route, le Lupo se met à côté de l'unité endommagée et transfère l'équipage, puis, à neuf heures du soir, après une brève chasse anti-sous-marine au cas où l'unité sous-marine se trouverait à proximité, il prend en remorque le Altair, à bord duquel l'incendie a été entre-temps circonscrit. Il n'y a rien à faire: à 2h47 le 20 octobre, le Lupo doit couper les câbles de remorquage et le Altair coule à la position géographique de 34° 45′ N, 23° 52′ E (golfe d'Athènes),. Le même jour, le Aldebaran, qui a quitté le Pirée pour secourir son navire-jumeau, coule également sur le même champ de mines,.
Parmi l'équipage du Altair, il y a 3 morts confirmés et 12 disparus, tandis que 124 hommes peuvent être secourus par le Lupo.
Le torpilleur avait effectué un total de 119 missions de guerre (dont 55 escortes), couvrant un total de 22 528 milles nautiques (41 720 km).

### Commandement
- Capitaine de frégate (Capitano di fregata) Adone Del Cima (né à Torre del Lago le 7 juin 1898) (10 juin - septembre 1940)
- Capitaine de frégate (Capitano di fregata) Paolo Cardinali (né le 1er mai 1903) (septembre 1940 - 20 octobre 1941)